# Сервейер-2
Сервейер-2 (англ. Surveyor 2) — второй американский спускаемый аппарат, является частью лунной программы «Сервейер» по запуску беспилотных аппаратов, спускаемых с целью изучения Луны с её поверхности. Аппарат был запущен 20 сентября 1966 года с мыса Канаверал (штат Флорида), на борту ракеты Атлас-Центавр. Отказ одного из корректирующих двигателей привёл к потере связи с аппаратом, вследствие чего произошла авария 22 сентября.

## Программа Сервейер
31 января 1966 года советская АМС Луна-9 стала первым космическим аппаратом, совершившим мягкую посадку на поверхность Луны и передавшая фотографические данные на Землю. Через несколько месяцев «Сервейер-1», запущенный 30 мая 1966, также совершил мягкую посадку в Океане Бурь, передав 2 июня фотографические данные на Землю. Сервейр-2 был вторым аппаратом серии, направленным на поверхность Луны с целью передать фотографии лунной поверхности для определения характеристик лунного рельефа, необходимые для программы «Аполлон». Кроме передачи фотографий, Сервейер-2 планировал «подпрыгнуть», чтобы сфотографировать собственную посадочную площадку.

## Авария
Расследование показало, что авария произошла в районе Центрального Залива всего в 130 км от места предполагаемой посадки. Во время манёвра, один корректирующий двигатель не удалось запустить, и вследствие несбалансированной тяги, корабль начал падать на поверхность Луны. Все попытки спасти миссию не удались. Связь с космическим кораблем была потеряна в 9:35 UTC 22 сентября. Космический аппарат был ориентирован на посадку в Центральном заливе, но из-за аварии, аппарат упал в кратер Коперник. Точное место катастрофы корабля неизвестно. Посадка космического аппарата на лунную поверхность должна была состояться в 3:18 UTC 23 сентября 1966 года. Его вес при ударе был 292 кг, скорость — около 2,6 км/с.

## Запуск
Запуск состоялся со стартовой площадки 36А Космического центра Кеннеди на мысе Канаверал, штат Флорида, с помощью ракеты-носителя «Атлас-Центавр». Старт состоялся в 12:32 по всемирному координированному времени 20 сентября 1966 года.

## Последствия
Следующая советская миссия, «Космос 111», была запущена 1 марта 1966 года. Миссия была также провалена. Сервейер-3 совершил мягкую посадку 20 апреля 1967 года в Море Познанное, входящее в бассейн Океана Бурь. В ходе задания, удалось получить 6315 телевизионных изображений. Всего было семь миссий Сервейер, из которых пять были успешными. Миссии под номерами 2 и 4 не удались. Проектированием и строительством всех аппаратов миссии Сервейр занималась компания Hughes Aircraft.

## 2020 SO
В ноябре 2020 объект, формально известный как 2020 SO, вышел на широкую, кривую орбиту вокруг Земли и приблизился на расстояние чуть более 50 476 километров (его следующее возвращение к Земле состоится в 2036 году). Наблюдения за объектом выявили, что орбиты двух объектов (2020 SO и разгонного блока «Центавр» миссии «Сервейер-2») совпадают, что указывает на то, что «астероид» на самом деле является верхней ступенью ракеты-носителя Атлас-Центавр.